# Anonym.OS

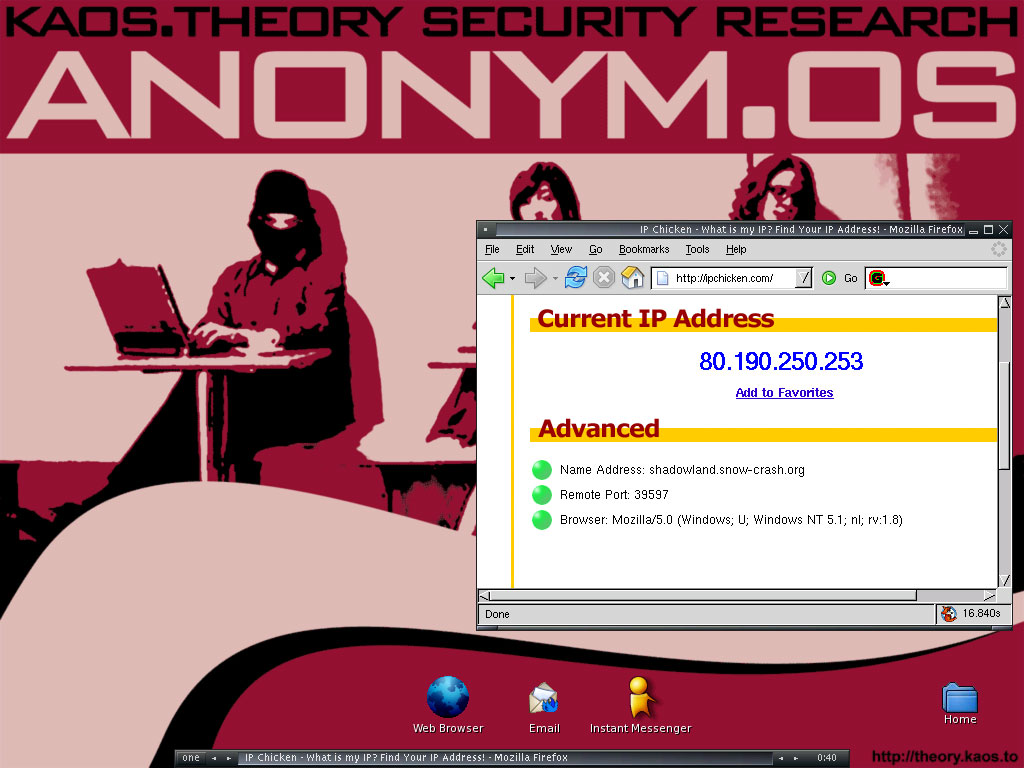
Copie d'écran d'Anonym.OS.

Anonym.OS est une distribution en live CD d'OpenBSD intégrant des outils puissants d'anonymisation et de chiffrage. Elle est basée sur OpenBSD 3.8 et son gestionnaire de fenêtres est Fluxbox. De nombreux paquets ont été ajoutés par rapport à OpenBSD. L'objectif du projet est de fournir un accès anonyme et sécurisé pour surfer sur le Web.
Anonym.OS est développé par kaos.theory.
La dernière version stable est la Beta 4 publiée le 14 janvier 2006 ; elle n'est plus maintenue depuis. The Amnesic Incognito Live System est considéré comme son successeur.